# Joker Out
Joker Out er et slovensk indie rock-band grundlagt i 2016. Gruppen består af Bojan Cvjetićanin, Jure Maček, Kris Guštin, Jan Peteh og Nace Jordan
Gruppen repræsenterede Slovenien i Eurovision Song Contest 2023 i Liverpool med sangen "Carpe Diem", hvor de fik en 21. plads i finalen.